# 1994年リレハンメルオリンピックのイギリス選手団
1994年リレハンメルオリンピックのイギリス選手団（1994ねんリレハンメルオリンピックのイギリスせんしゅだん）は、1994年2月12日から2月27日まで、ノルウェーのオップラン県リレハンメルで開催された1994年リレハンメルオリンピックのイギリス選手団、およびその競技結果。

## 概要
今大会は金メダルと銀メダルはなく、銅メダル2個を獲得した。
ショートトラックの男子500mでは、ニッキー・グーチが銅メダルを獲得した。ショートトラックでイギリスの選手がメダルを獲得したのは初。
フィギュアスケートでは、プロスケーター解禁に伴い1984年サラエボオリンピック金メダリストのジェーン・トービル＆クリストファー・ディーン組が出場。10年ぶりのアマチュア大会参加ながら銅メダルを獲得した。

## メダル
| メダル | 選手名                                      | 競技               | 種目         |
| ------ | ------------------------------------------- | ------------------ | ------------ |
| 銅     | ニッキー・グーチ                            | ショートトラック   | 男子500m     |
| 銅     | ジェーン・トービル クリストファー・ディーン | フィギュアスケート | アイスダンス |